# غوتينغن
غوتينغن (بالألمانية: Göttingen) هي مدينة تقع في ولاية ساكسونيا السفلى في شمال ألمانيا في مقاطعة هانوفر السابقة علي نهر لاينه. يبلغ عدد سكانها حوالي 262,817 نسمة (2004). تشتهر بوجود جامعة غوتينغن فيها. تقوم بها صناعة الأجهزة البصرية والأجهزة الدقيقة. جامعتها الشهيرة اسسها 1737 الناخب جورج أغسطس (جورج الثاني ملك إنجلترا فيما بعد) حين الملك ارنست أغسطس الدستور الهانوفري 1837 احتج سبعة من أساتذة جامعة غوتينغن (كان من بينهم الأخوان يعقوب ووليم جريم) وفصلوا فورا من وظائفهم، أصبحت الجامعة في أواخر القرن 19 مركزا عالميا لدراسة الرياضيات والطبيعة لم تصب بتخريب يذكر في الحرب العالمية الثانية. ما زالت تحتفظ بطابع المدينة الجامعية الألمانية الهادئة اللطيفة. لا يزال بها الكثير من مظاهر عمارة العصور الوسطي.

## توأمة
لغوتينغن اتفاقيات توأمة مع كل من:
- فيتنبرغ (1988 - )
- شلتنهام (1951 - )
- تورون (1978 - )[6]
- إدارة ليون منذ (1989 - )
- بو (1983 - )
- سوريسن
- حي هكني في لندن

## أعلام
- توماس سودهوف
- أوتو يان
- روبرت بنزن
- هينريتش إيفال
- يوهان بيتر غوستاف لوجون دركليه
- جوتفريد أوجوست بورجر
- هربرت جرونيمير
- كارل فريدريش غاوس
- جورج كريستوف ليشتنبرغ
- ليوبولد غملين

## وصلات خارجية
- الموقع الرسمي